# 川津インターチェンジ
川津インターチェンジ（かわつインターチェンジ）は、島根県松江市にある松江だんだん道路のインターチェンジである。

## 歴史
- 2013年3月10日 : 川津IC - 西尾IC間開通に伴い供用開始[1][2]

## 道路
- 松江だんだん道路（3番）

## 接続する道路
- 国道431号

## 隣
松江だんだん道路
(3)川津IC - (2)西尾IC